# Jan Brzechwa
Jan Brzechwa (eigentlich Jan Wiktor Lesman; * 15. August 1898 in Schmerynka, Podolien, heute Ukraine; † 2. Juli 1966 in Warschau, Polen) war ein polnischer Poet, Kinderliteraturautor und Übersetzer russischer Literatur; darunter der Werke von Sergei Jessenin, Wladimir Majakowski und Alexander Puschkin.

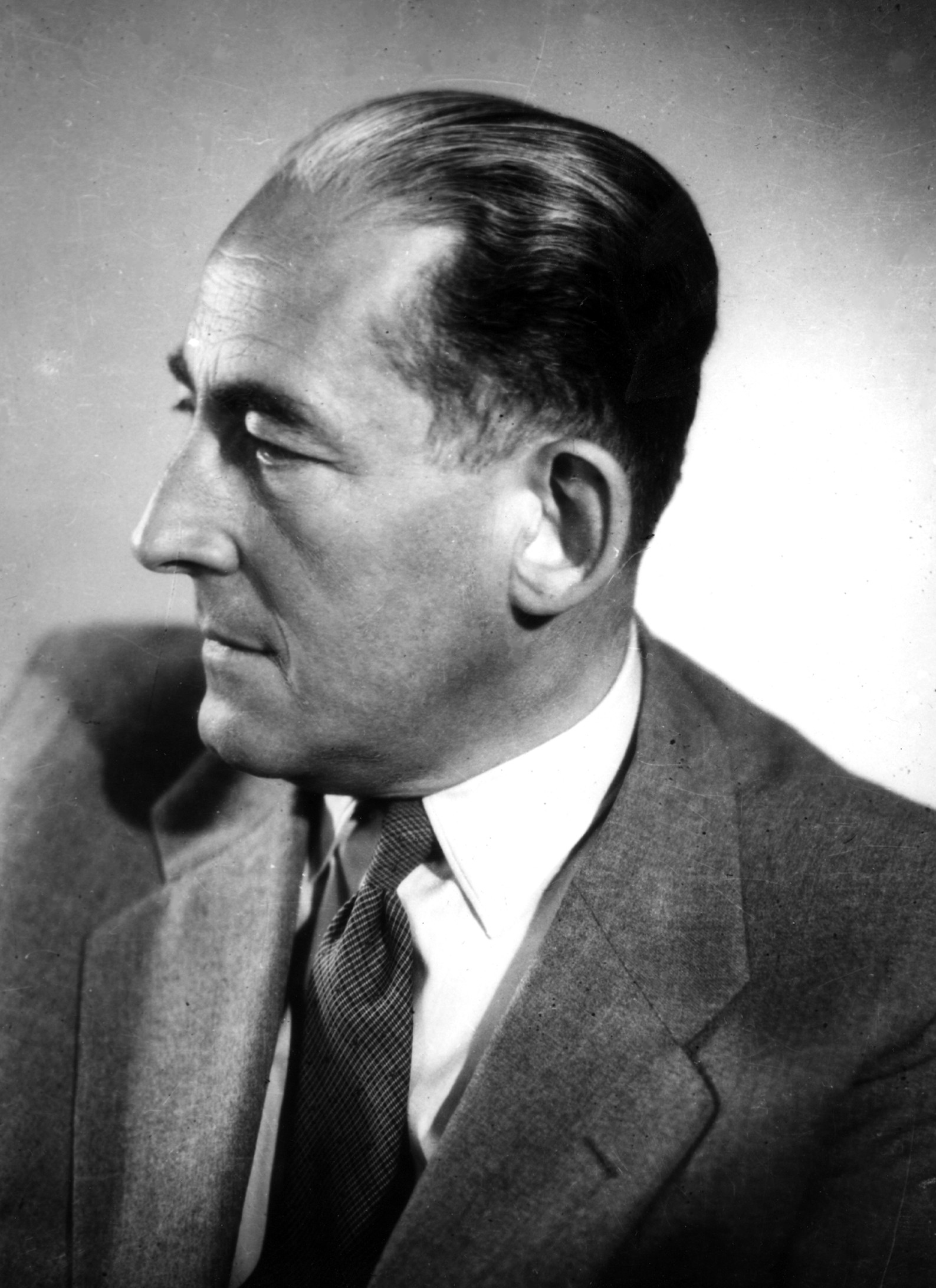
Jan Brzechwa

## Leben
Brzechwa wurde in einer polnisch-jüdischen Familie als Jan Lesman geboren und studierte an der Universität Warschau Rechtswissenschaft. 1920 veröffentlichte er die ersten satirischen Kurzgeschichten. Er ist auch Autor der Die Akademie des Meisters Klex.
Im Jahre 1926 folgte die Gedichtesammlung „Oblicza zmyślone“. Im Jahre 1937 hat er in „Tańcowała igła z nitką“ die ersten Gedichte für Kinder veröffentlicht.
Zugleich arbeitete er als Rechtsanwalt für die Organisation der Autoren und Komponisten ZAiKS, für die er sich mit den Fragen des Urheberrechts beschäftigte.
Eines seiner Gedichte beginnt mit dem Satz „W Szczebrzeszynie chrząszcz brzmi w trzcinieⓘ“ (etwa: In Szczebrzeszyn brummt ein Käfer im Schilfrohr.). Dieser Zungenbrecher-Satz wird häufig zitiert, um die Schwierigkeiten zu veranschaulichen, die polnische Sprache zu erlernen.

## Erhaltene Preise
- 1954 – Preis der Stadt Katowice
- 1956 – Preis des Ministerpräsidenten von Polen
- 1965 – Preis des Kultusministers von Polen